# XUP
XUP (eXtensible User interface Protocol) é um protocolo baseado em SOAP para comunicar eventos e actualizações da interface com o utilizador (UI, user interface) na Web. Este protocolo estabelece uma fundação para desenvolvimento e consumo de serviços e aplicações Web altamente interactivos. XUP pode ser usado com qualquer modelo de interface com o utilizador (UIM, user interface model) ou qualquer modelo de eventos com uma representação baseada em XML.